# Loimia turgida
Loimia turgida är en ringmaskart som beskrevs av Andrews 1891. Loimia turgida ingår i släktet Loimia och familjen Terebellidae. Inga underarter finns listade i Catalogue of Life.